# Радницкий, Франц
Франц Радницкий (нем. Franz Radnitzky; 1 апреля 1855, Вена — 15 августа 1924, Вена) — австрийский скрипач и музыкальный педагог.
Окончил Венскую консерваторию, ученик Йозефа Хельмесбергера, Карла Хайслера, Феликса Отто Дессоффа. В 1873—1887 гг. играл в оркестре Венской придворной оперы, в 1888—1894 гг. в придворной капелле. В большей степени пользовался репутацией как ансамблист: в 1875—1876 гг. вторая скрипка в Квартете Хельмесбергера, затем в 1878—1884 гг. возглавлял собственный струнный квартет (с Августом Зибертом, Антоном Штехером и Теобальдом Кречманом), также высоко оценивавшийся критикой и, в частности, впервые представивший венской публике камерную музыку чешских композиторов (особенно Бедржиха Сметаны).
В последние тридцать лет жизни посвятил себя педагогической карьере, преподавал частным образом вместе с женой, пианисткой Аделью Радницки-Мандлик. С ней же в дуэте давал домашние концерты. Супругам Радницким посвящены Двенадцать вальсов для скрипки и фортепиано (1911) Роберта Фукса.